# Tammi Terrell

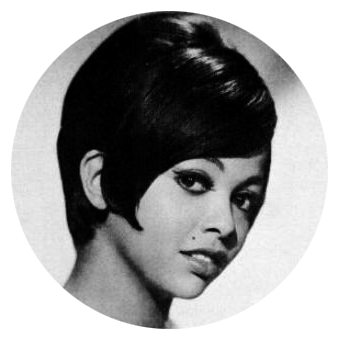
Tammi Terrell (1968)

Tammi Terrell (* 29. April 1945 in Philadelphia; † 16. März 1970 ebenda; eigentlich Thomasina Winifred Montgomery) war eine US-amerikanische Soul- und R&B-Sängerin. Sie hatte ihre größten Erfolge als Gesangspartnerin von Marvin Gaye zwischen 1967 und 1969.

## Biografie
Tammi Terrell war die Tochter des Politikers Thomas Harper Montgomery (1907–1980) und dessen Frau Jennie Bearian Graham (1917–1983). Nachdem sie als Schülerin mehrere Talentwettbewerbe gewonnen hatte, nahm die junge Tammy Montgomery ab 1961 Platten bei Scepter/Wand Records auf. James Brown produzierte 1963 mit ihr die Songs I Cried und If You Don’t Think. Beide erschienen auf dem Album James Brown’s Original Funky Divas. Mit der James Brown Revue war sie ein Jahr lang unterwegs. Dabei entwickelte sich eine Beziehung zwischen ihr und James Brown. Nachdem Brown die 17-jährige schwer misshandelt hatte, floh sie zu ihren Eltern.
1965 entdeckte Berry Gordy Tammy Montgomery für Motown, wo sie als Tammi Terrell ihre Songs aufnahm. Der neue Name war kürzer und einprägsamer, für eine angebliche Ehe mit dem Boxer Ernie Terrell gibt es keine nachprüfbaren Belege. Dagegen hatte sie bald nach Beginn ihres Motown-Engagements eine innige Beziehung mit dem Temptations-Sänger David Ruffin. Obwohl dieser ihr gegenüber des Öfteren massiv gewalttätig wurde – u. a. soll er sie mehrmals am Kopf bzw. im Gesicht erheblich verletzt haben – beendete Tammi Terrell die Beziehung erst, als sie erfuhr, dass Ruffin bereits in einem anderen Bundesstaat verheiratet war.
Terrell hatte bei Motown zunächst zwei kleinere Solo-Hits mit I Can’t Believe You Love Me und Come On And See Me. Zum Durchbruch ihrer Karriere sollte ihr aber die Zusammenarbeit mit Marvin Gaye ab 1967 verhelfen. Nach Mary Wells und Kim Weston wurde sie seine dritte Duettpartnerin. Mit ihm nahm sie solche Klassiker wie Ain’t No Mountain High Enough (produziert von Harvey Fuqua und Johnny Bristol, zunächst von ihr Solo aufgenommen, kurz darauf durch Marvin Gayes Gesangspart ergänzt) und Your Precious Love auf. Sie galt als ideale Duettpartnerin für Gaye, und zwischen beiden entwickelte sich privat eine enge Freundschaft, jedoch keine Liebesbeziehung. Im Sommer 1967 gingen Tammi Terrell und Marvin Gaye auf eine große, erfolgreiche Tournee.
Doch bereits im Oktober desselben Jahres wurde der Erfolg des Duos durch Terrells schwere Erkrankung überschattet, die gemeinsamen Auftritte fanden ein abruptes Ende. Schon längere Zeit klagte sie über häufige starke Kopfschmerzen, die aber fälschlich als Folge von Stress und/oder der Misshandlungen durch David Ruffin erkannt wurden. Tammi Terrells Angaben zufolge traten massive Kopfschmerzattacken ab 1966 auf, ungefähr zu der Zeit, als sie ihr Verhältnis mit David Ruffin beendete. Daher nahm sie damals an, die Kopfschmerzen seien psychisch bedingt. Im Laufe des Jahres 1967 nahmen ihre Beschwerden zu. Am 14. Oktober 1967 brach Tammi Terrell während eines Auftritts des Duos in Hampden-Sydney, Virginia auf der Bühne zusammen. Als bei Terrell nach ihrem nächsten Auftritt in Chicago Lähmungserscheinungen und Sehstörungen auftraten, wurde die Tournee abgebrochen, und Terrell begab sich zu Untersuchungen ins Krankenhaus nach Philadelphia. Erst bei ihrem zweiten Aufenthalt dort, im Januar 1968, wurde ein Gehirntumor im Bereich des Thalamus als wahre Ursache für ihre Beschwerden diagnostiziert. Am 13. Januar 1968 unterzog sie sich einer schwierigen und riskanten Gehirnoperation. Obwohl Tammi Terrell stark an Gewicht verloren hatte, nahm sie ihre Arbeit als Sängerin – entgegen dem Rat ihrer Ärzte – bereits zwei Monate später mit einigen Auftritten in Philadelphia wieder auf.
Bald traten jedoch erneut massive gesundheitliche Beschwerden auf. Rückenmarksflüssigkeit konnte im Schädel nicht mehr ausreichend resorbiert werden, da ein oder mehrere Hirnventrikel in Mitleidenschaft gezogen waren. Bei insgesamt fünf Operationen binnen weniger Monate wurden ihr deshalb u. a. Drainagen und ein Shunt eingesetzt, der für Abhilfe sorgen sollte, jedoch zunächst nicht funktionierte. Unterdessen wurden einige Songs von Terrells früheren Soloaufnahmen im Studio von Marvin Gaye gesungen. Durch Overdubbing wurden daraus künstlich Duette gemacht. U. a. sind sechs Titel des Albums You’re All I Need auf diese Art entstanden.
Tammi Terrell überlebte zwar die Operationen, erholte sich jedoch nur langsam. Sie litt in der Folge an einer rechtsseitigen Parese – ihr rechter Arm war gelähmt, die Beweglichkeit ihres rechten Beins stark eingeschränkt – und unter Vergesslichkeit. Im Frühjahr 1969 begab sie sich, im Rollstuhl sitzend, ins Motown-Studio in Detroit. Da sie körperlich noch sehr geschwächt war und Probleme hatte, sich Songtexte zu merken, wurde sie aber wahrscheinlich bald wieder nach Hause geschickt. In den folgenden Monaten konzentrierte sich Tammi Terrell ganz darauf, durch physiotherapeutische Maßnahmen ihre körperlichen Einschränkungen zu mindern. Im Herbst 1969 schien sich ihr Zustand deutlich gebessert zu haben: Sie hatte einen Teil der Lähmungen überwunden, die Leistung ihres Gedächtnisses trainiert und plante, nach vollständiger Genesung wieder als Sängerin aktiv zu werden oder das Studium wieder aufzunehmen, das sie vor ihrer Karriere bei Motown begonnen hatte.
Ob Tammi Terell alle Songs auf dem letzten Duett-Album mit Marvin Gaye Easy 1969 selbst gesungen hat, wie ihre Schwester aussagt, oder ihr Gesangspart bei den meisten Songs von Valerie Simpson übernommen wurde, wie Marvin Gaye gemäß einer Biographie behauptete, ist eine offene Frage. Sicher ist nur, dass bei More, More, More und I Can’t Believe You Love Me Tammi Terrell singt, da es sich dabei um ältere Soloaufnahmen handelt, denen Gayes Gesang hinzugefügt wurde.
Tammi Terell verlobte sich in ihrem letzten Lebensjahr mit dem Arzt Ernest Garrett. Zu einer Heirat kam es jedoch nicht mehr, da sich ihr Gesundheitszustand wieder verschlechterte. Ende Dezember 1969 bis zum 18. Januar 1970 wurde sie erneut im Krankenhaus in der neurologischen Station behandelt. Anschließend reisten ihre Eltern mit ihr auf die Bahamas. Am 16. März 1970 starb Tammi Terrell im Graduate Hospital in Philadelphia im Alter von 24 Jahren nach einer weiteren Operation. Die genaue Todesursache wurde zunächst nicht bekannt gegeben, später verlautete, dass sie an einem inoperablen Gehirntumor gestorben sei. Ihr Duettpartner Marvin Gaye hielt bei Terrells Beisetzung eine bewegende, tränenreiche Grabrede.

## Diskografie

### Alben
| Jahr | Titel                                     | Höchstplatzierung, Gesamtwochen, AuszeichnungChartplatzierungen (Jahr, Titel, Platzierungen, Wochen, Auszeichnungen, Anmerkungen) | Höchstplatzierung, Gesamtwochen, AuszeichnungChartplatzierungen (Jahr, Titel, Platzierungen, Wochen, Auszeichnungen, Anmerkungen) | Höchstplatzierung, Gesamtwochen, AuszeichnungChartplatzierungen (Jahr, Titel, Platzierungen, Wochen, Auszeichnungen, Anmerkungen) | Anmerkungen |
| Jahr | Titel                                     | UK | US | R&B | Anmerkungen |
| ---- | ----------------------------------------- | --- | --- | --- | --- |
| 1967 | United                                    | — | US69 Gold · (44 Wo.)US | R&B7 (22 Wo.)R&B | mit Marvin Gaye |
| 1968 | You’re All I Need                         | — | US60 (21 Wo.)US | R&B4 (19 Wo.)R&B | 6 der 12 Lieder waren bereits existierende Solo-Tracks Terrells mit nachträglichem Overdubs durch Gaye mit Marvin Gaye |
| 1969 | Easy                                      | — | US184 (2 Wo.)US | — | mit Marvin Gaye |
| 1969 | Irresistible                              | — | — | R&B39 (4 Wo.)R&B | |
| 1970 | Marvin Gaye & Tammi Terrell Greatest Hits | UK60 (4 Wo.)UK | US171 (3 Wo.)US | R&B17 (8 Wo.)R&B | Best-of-Album, posthum erschienen mit Marvin Gaye                                                                      |

Weitere Alben
- 1967: The Early Show (Wand LP WDM-682, Split-Album: Seite A von Tammi Terrell, Seite B von Chuck Jackson)

### Kompilationen (posthum)
- 2000: 20th Century Masters – The Millennium Collection: The Best of Marvin Gaye & Tammi Terrell
- 2001: The Complete Duets (mit Marvin Gaye, beinhaltet die Alben United, You’re All I Need und Easy sowie alternative Versionen, Soloversionen und bis dahin unveröffentlichtes Material)
- 2001: The Essential Collection (Kompilation von Spectrum Music)
- 2010: Come On and See Me: The Complete Solo Collection

### Singles
| Jahr | Titel Album                                  | Höchstplatzierung, Gesamtwochen, AuszeichnungChartplatzierungen (Jahr, Titel, Album, Platzierungen, Wochen, Auszeichnungen, Anmerkungen) | Höchstplatzierung, Gesamtwochen, AuszeichnungChartplatzierungen (Jahr, Titel, Album, Platzierungen, Wochen, Auszeichnungen, Anmerkungen) | Höchstplatzierung, Gesamtwochen, AuszeichnungChartplatzierungen (Jahr, Titel, Album, Platzierungen, Wochen, Auszeichnungen, Anmerkungen) | Höchstplatzierung, Gesamtwochen, AuszeichnungChartplatzierungen (Jahr, Titel, Album, Platzierungen, Wochen, Auszeichnungen, Anmerkungen) | Anmerkungen |
| Jahr | Titel Album                                  | DE | UK | US | R&B | Anmerkungen |
| ---- | -------------------------------------------- | --- | --- | --- | --- | --- |
| 1963 | I Cried –                                    | — | — | US99 (1 Wo.)US | — | Autoren: James Brown, Bobby Byrd; produziert von J. Brown als Tammy Montgomery                                                                     |
| 1966 | I Can’t Believe You Love Me –                | — | — | US72 (5 Wo.)US | R&B27 (6 Wo.)R&B | Autoren: Harvey Fuqua, Johnny Bristol |
| 1966 | Come On and See Me –                         | — | — | US80 (5 Wo.)US | R&B25 (5 Wo.)R&B | Autoren: Harvey Fuqua, Johnny Bristol |
| 1967 | Ain’t No Mountain High Enough –              | DE— GoldDE | UK80 ×4Vierfachplatin · (5 Wo.)UK | US19 ×7Siebenfachplatin · (12 Wo.)US | R&B3 (13 Wo.)R&B | in UK erst 2013 in den Charts Autoren: Nickolas Ashford, Valerie Simpson Grammy Hall of Fame 1970 ein Nummer-1-Hit für Diana Ross; mit Marvin Gaye |
| 1967 | Your Precious Love –                         | — | — | US5 (13 Wo.)US | R&B2 (13 Wo.)R&B | Autoren: Nickolas Ashford, Valerie Simpson mit Marvin Gaye                                                                                         |
| 1967 | If I Could Build My Whole World Around You – | — | UK41 (7 Wo.)UK | US10 (11 Wo.)US | R&B2 (14 Wo.)R&B | Autoren: Harvey Fuqua, Johnny Bristol, Vernon Bullock mit Marvin Gaye                                                                              |
| 1968 | If This World Were Mine –                    | — | — | US68 (6 Wo.)US | R&B27 (7 Wo.)R&B | Autor: Marvin Gaye B-Seite von If I Could Build My Whole World Around You mit Marvin Gaye                                                          |
| 1968 | Ain’t Nothing Like the Real Thing –          | — | UK34 (7 Wo.)UK | US8 (13 Wo.)US | R&B1 (13 Wo.)R&B | Autoren: Nickolas Ashford, Valerie Simpson mit Marvin Gaye                                                                                         |
| 1968 | You’re All I Need to Get By –                | — | UK19 Silber · (19 Wo.)UK | US7 (12 Wo.)US | R&B1 (13 Wo.)R&B | Autoren: Nickolas Ashford, Valerie Simpson mit Marvin Gaye                                                                                         |
| 1968 | Keep On Lovin’ Me Honey –                    | — | — | US24 (7 Wo.)US | R&B11 (8 Wo.)R&B | Autoren: Nickolas Ashford, Valerie Simpson mit You Ain’t Livin’ Till You’re Lovin’ auf einer Single mit Marvin Gaye                                |
| 1968 | You Ain’t Livin’ Till You’re Lovin’ –        | — | UK21 (8 Wo.)UK | — | — | Autoren: Nickolas Ashford, Valerie Simpson mit Keep On Lovin’ Me Honey auf einer Single mit Marvin Gaye                                            |
| 1969 | This Old Heart of Mine (Is Weak for You) –   | — | — | US67 (4 Wo.)US | R&B31 (6 Wo.)R&B | Original: The Isley Brothers (1966) Autoren: Brian Holland, Lamont Dozier, Eddie Holland Jr., Sylvia Moy                                           |
| 1969 | Good Lovin’ Ain’t Easy to Come By –          | — | UK26 (8 Wo.)UK | US30 (7 Wo.)US | R&B11 (6 Wo.)R&B | Gesang: Tammi Terrell/Valerie Simpson a Autoren: Nickolas Ashford, Valerie Simpson; mit Marvin Gaye                                                |
| 1969 | What You Gave Me –                           | — | — | US49 (8 Wo.)US | R&B6 (7 Wo.)R&B | Gesang: Tammi Terrell/Valerie Simpson a Autoren: Nickolas Ashford, Valerie Simpson; mit Marvin Gaye                                                |
| 1970 | The Onion Song –                             | — | UK9 (12 Wo.)UK | US50 (7 Wo.)US | R&B18 (7 Wo.)R&B | Gesang: Tammi Terrell/Valerie Simpson a Autoren: Nickolas Ashford, Valerie Simpson posthum in den Charts; mit Marvin Gaye                          |
| 1970 | California Soul –                            | — | — | US56 (6 Wo.)US | — | Autoren: Nickolas Ashford, Valerie Simpson posthum in den Charts; mit Marvin Gaye                                                                  |

Weitere Singles
- 1961: If You See Bill / It’s Mine (Scepter 1224) b
- 1962: Voice of Experience / I Want’cha to Be True (Wand 123) b
- 1964: If I Would Marry You / I Want’cha to Be True (Checker 1072) b
- 1967: What a Good Man He Is / There Are Things (Motown 1115)